# 칼 듀링

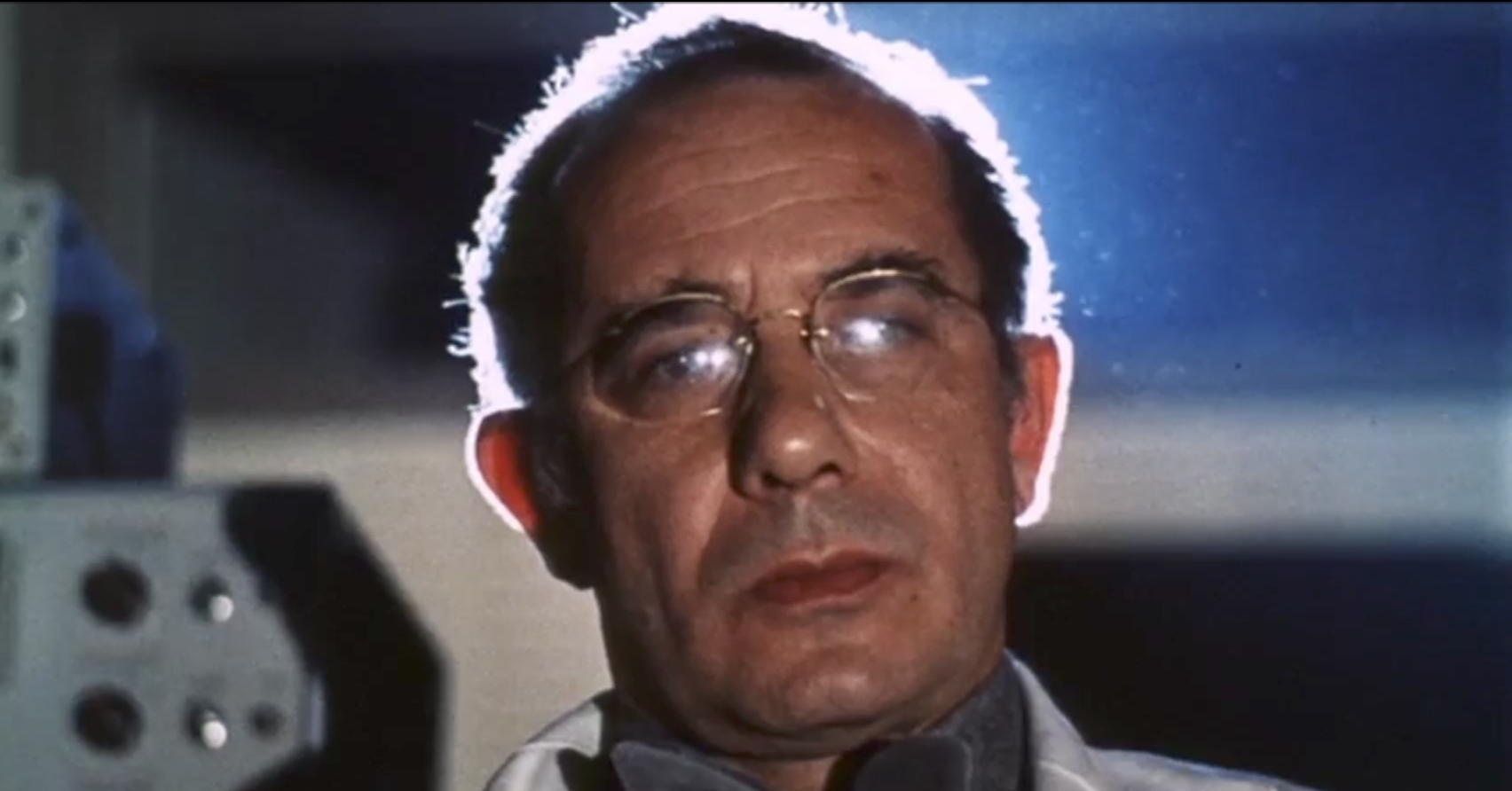

칼 듀링(Carl Duering, 1923년 5월 29일 ~ 2018년 9월 1일)은 영국의 연극 배우, 영화배우, 텔레비전 배우이다.
베를린에서 태어났으며 런던에서 사망하였다.

## 영화
- 소금물 (2000년)
- 전쟁과 추억 (1988년)
- 말루 (1981년)
- 포제션 (1981년)
- 새벽의 7인 (1975년)
- 왕 여왕 불량배 (1972년)
- 시계태엽 오렌지 (1971년) - 닥터 브로드스키 역
- 밀애 (1970년)
- 아라베스크 (1966년)
- 세인트(영어판) (1962년)
- 코로네이션 스트리트 (1960년)
- 콜디츠 스토리 (1955년)